# Игнатица
Игна̀тица е село в Северозападна България. То се намира в община Мездра, област Враца.

## География
Село Игнатица се намира в планински район, южно от река Искър. Единственият официален път до него е от Зверино. Неотбелязаното на картите продължение на този път пресича вододелния хребет между реките Искър и Бебреш и излиза в близост до село Рашково. Този път, макар и асфалтов, не е винаги проходим, отделни участъци се нуждаят от възстановяване след поройни валежи.

## История
Според легендите, името на селото идва от името на отдавна живял там ковач – Игнат. Според преданието, съпругата на Игнат била изключително красива жена и когато съселяните отивали при ковача, те казвали, че отиват при Игнатица, т.е. при жената на Игнат, и оттам дошло и името на селото.

## Население
Преброяване на населението през 2011 г.
Численост и дял на етническите групи според преброяването на населението през 2011 г.:
|                     | Численост | Дял (в %) |
| Общо                | 624       | 100,00    |
| Българи             | 583       | 93,42     |
| Турци               | 0         | 0,00      |
| Цигани              | 0         | 0,00      |
| Други               | 0         | 0,00      |
| Не се самоопределят | 3         | 0,48      |
| Неотговорили        | 38        | 6,08      |

## Религии
- Църква „Св. Игнатий Богоносец“, вдигната с дарения на местни жители и фирми. Строителните дейности се извършват предимно с доброволния труд на жителите на селото и наетите по програмата за временна заетост в Игнатица. Осветена и открита на 20.12.2007 година.

## Редовни събития
Както всяко село, така и Игнатица има своите празници, оброци и събори. Почитат се много от църковните празнаци.
- Почита се началото на пролетта.
- Оброк в местността Ливадище, в края на юни. Съпроводен е от музика, веселба и гощавка.
- В първата събота от август има събор на планината Ржана. На този събор се изкачва много високо в планината, за няколко дни на палатки, и се палят огньове.
- Местните зачитат оброчището в местността Преслоп.

## Личности
- Илия Ненчев, юрист, кмет на Битоля по време на българското управление през Втората световна война